# George Morrell
George Morrell (* um 1872 in Glasgow; † nach 1915) war ein schottischer Fußballtrainer.

## Karriere
Morrell kam im Jahr 1908 zu Woolwich Arsenal (heute FC Arsenal). Zuvor trainierte der Schotte den schottischen Klub Greenock Morton F.C. 
Morrell war Trainer bei der Übersiedlung vom Manor Ground ins Highbury und bei der Umbenennung des Klubs in FC Arsenal. 1913 stieg Arsenal unter seiner Führung aus der höchsten englischen Spielklasse ab. Er blieb bis 1915 Trainer der Gunners.